# Университетский проспект (Москва)
Университе́тский проспе́кт (название 30 марта 1956 года) — проспект в Юго-Западном и Западном административных округах города Москвы на территории Гагаринского района и района Раменки. Проходит от Ленинского проспекта до Мосфильмовской улицы параллельно Ломоносовскому проспекту. Является продолжением улицы Дмитрия Ульянова, после Мосфильмовской улицы переходит в улицу Улофа Пальме.
Пересекает проспект Вернадского, Университетскую площадь, Мичуринский проспект. Слева примыкают улицы: Коперника, Лебедева, Менделеевская, Дружбы; с обеих сторон — улица Фотиевой. Нумерация домов ведётся от Ленинского проспекта.

## Происхождение названия
Назван 30 марта 1956 года по новому зданию Московского государственного университета, вдоль северо-восточного фасада которого проходит.

## История
Проспект образован в 1952 году в результате строительства нового здания МГУ на Ленинских (ныне Воробьёвых) горах и до 1956 года носил условное название «проезд № 296». Сначала доходил только до Мичуринского проспекта, а в 1960 году продлён до Мосфильмовской улицы по трассе бывшего Рублёвского шоссе. Почти на всём протяжении проспекта между полосами движения тянется широкий бульвар.

## Примечательные здания и сооружения
По нечётной стороне:

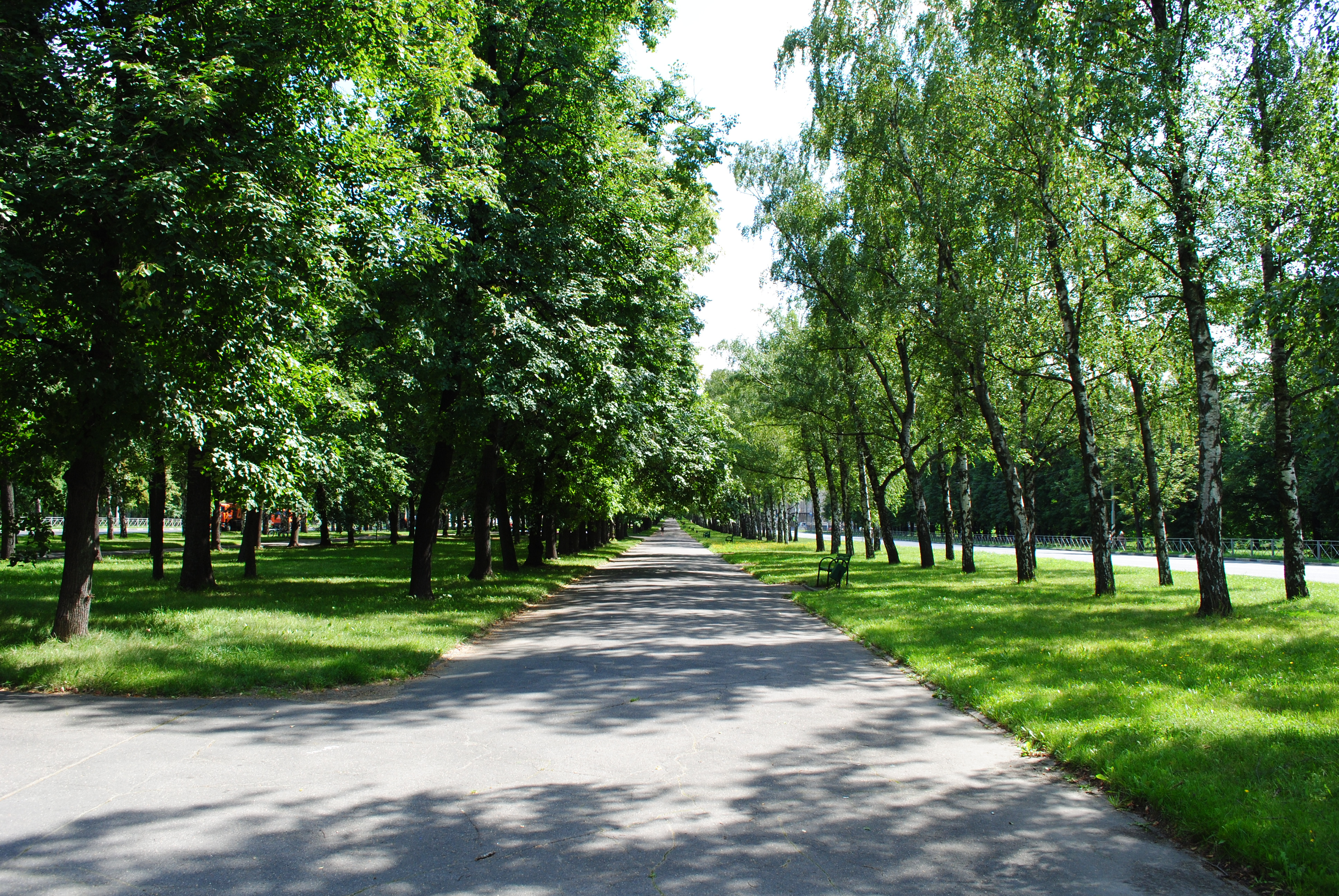
Бульвар на Университетском проспекте (вид от проспекта Вернадского в сторону Ленинского проспекта)

- № 5 — 10—14-этажный жилой дом с башнями, принадлежавший КГБ СССР (1955—1956, архитектор Е. Н. Стамо, Я. Б. Белопольский). Ранее этот же проект был реализован его авторами в доме преподавателей МГУ на Ломоносовском проспекте[2].
- № 9 — жилой дом. Здесь жил кинорежиссёр Александр Серый[3], в 1979—2001 годах жил артист Вадим Тонков[4].
- № 13 — Государственный астрономический научно-исследовательский институт им. П. К. Штернберга (ГАИШ).
- № 3 — Школа № 26.
- № 21, корп. 2 — жилой дом. Здесь в 1975—2005 годах жила историк, источниковед и историограф Е. В. Чистякова[5].
- № 23, корп. 2 — жилой дом. Здесь жил режиссёр и актёр Борис Толмазов[6].

По чётной стороне:
- № 6 — жилой дом. Здесь жили философ Яков Голосовкер[7], литературный критик Игорь Дедков[8], в 1978—2000 годах — кинорежиссёр Михаил Швейцер (в 2009 году на доме установлена мемориальная доска)[9], в 1967—1973 годах — политолог Георгий Шахназаров[10].
- № 14 — Институт военной истории Министерства обороны России, Академия военных наук Российской Федерации.
- № 4 — Спортивная школа № 22.

## Памятники и монументы
- Скульптурная группа «Первые комсомольцы» (1972, скульптор Ю. Г. Нерода, архитектор Е. Н. Стамо)[11][12] — у пересечения с проспектом Вернадского, севернее него.
- Памятник национальному герою Венесуэлы Симону Боливару (2023)[13] — у пересечения с проспектом Вернадского, южнее него. До этого в 2010 году на этом месте был открыт закладной камень[14].
- Памятник академику А. М. Прохорову (выполнен по архитектурно-художественному проекту скульптора Екатерины Казанской и архитектора Алексея Тихонова)[15] — в начале Университетского проспекта на одноимённой площади, вблизи Ленинского проспекта.

Памятник Симону Боливару
Памятник академику А. М. Прохорову

## Здравоохранение
На Университетском проспекте расположена детская городская поликлиника № 41.

## Транспорт
- В 700 метрах к юго-западу от проспекта находится станция метро «Ломоносовский проспект»
- В 1 км к юго-западу от проспекта находится станция метро «Университет»
- В 1,8 км от центра проспекта находится станция метро «Воробьёвы горы»
- На расстоянии 1,3 км от начала проспекта находится станция метро «Академическая»
- По начальному участку проспекта следуют автобусы 1, 57, 111, 113, 119, 715; по конечному — 119.